# 大规模定制
大量客製化（英語：Mass customization）是一种旨在快速响应客户需求，同时兼顾大规模生产效益的运作战略。将顾客个性化定制生产的柔性与大规模生产的低成本、高效率相结合，寻找两者的有效平衡点。

## 大量客製化起源
早在1970年，未来学家艾爾文·托夫勒在《未来的冲击》一书中，对大量客製生产方式就作出了预告。1993年，B·约瑟夫·派恩二世（B. Joseph PineII）在《大量訂製——企业竞争的新前沿》一书中对大量客製的内容进行了描述。1997年，David M. Anderson和B. Joseph PineII在《大量客製生产的敏捷产品开发》一书中进一步论述了如何为单个客户开发易于定製的产品。

## 大量客製化要求
和大規模生產不同，客戶在與規模化生產的廠家溝通時，經常會有許多設備及設計上的限制。大量客製化能藉由網路上的溝通，有效的讓雙方得到共識，製作出樣品提供給對方後，進行細部微調再客製出客戶需要的產品。
許多消費者，甚至是企業在製作產品時第一個考量的要素便是預算，小量客製化的生產彈性最高，然而要付出的成本也相對昂貴，而大量規模生產的成本雖然最低，卻需要擔負庫存成本、市場需求是否足夠等風險，大量客製在接下訂單後才進行製作，能夠避免大規模生產的風險，同時也能維持相較客製化生產更低的價格。

## 大量客製化案例
电子商务的问世，使电脑等行业的生产和销售出现了一场前所未有的革命，而戴尔计算机公司正是这场革命的先锋。戴尔公司借助网络直销，使公司所占市场份额在四五年内翻一番。戴尔公司的客製化生产之所以取得成功，原因有三：一是因为公司充分利用了当代先进的网络技术；二是公司拥有一整套进行大量客製化生产的技术装备；三是公司采用了先进的物流管理软件。以生活實例來看，一般人手機中的廣告、商品的個人化推薦，就已經有大量客製化的味道。未來3D列印機等的出現，除了量身打造的衣著、連汽車內設、傢俱等都能為個人所需訂製需要的款式和尺寸出來。